# Лусун
Лусу́н (кит. упр. 芦淞, пиньинь Lúsōng) — район городского подчинения городского округа Чжучжоу провинции Хунань (КНР). Район получил название по улице Лусунлу, на которой размещаются его органы власти.

## История
На момент провозглашения КНР эти места входили в состав уезда Сянтань. В 1949 году был образован Специальный район Чанша (长沙专区), состоящий из 8 уездов, власти которого разместились в уезде Сянтань. В 1950 году в составе уезда Сянтань был образован посёлок Чжучжоу, а в 1951 году он был выделен из уезда Сянтань в отдельный город Чжучжоу (株洲市), подчинённый властям Специального района Чанша. В 1952 году Специальный район Чанша был переименован в Специальный район Сянтань (湘潭专区). В 1953 году Чжучжоу был выведен из состава Специального района Сянтань, став городом провинциального подчинения.
В 1959 году город Чжучжоу был разделён на 5 небольших районов. В 1969 году была введена полностью иная схема деления города на районы, и с 1970 года эти места вошли в состав Южного района (南区).
Постановлением Госсовета КНР от 8 февраля 1983 года был расформирован округ Сянтань, а ранее входившие в его состав уезды Лилин, Юсянь, Чалин и Линсянь были объединены с административными единицами города Чжучжоу в городской округ Чжучжоу.
Постановлением Госсовета КНР от 31 мая 1997 года было упразднено старое деление Чжучжоу на районы, а вместо расформированных Северного, Южного, Восточного и Пригородного районов были созданы районы Хэтан, Шифэн, Лусун и Тяньюань.

## Административное деление
Район делится на 7 уличных комитетов и 1 посёлок.